# Танковое вооружение
Запрос «Танковое орудие» перенаправляется сюда.
Танковое вооружение — комплексная система, включающая в себя средства поражения и приборы управления огнём, устанавливаемых на танках.

## Разновидности
К танковому вооружению относят:
- танковые пушки➤
- пулемёты➤
- огнемёты
- гранатомёты
- реактивные пусковые установки (для ракетных танков)
- прочие системы и приборы управления огнём (прицелы, стабилизаторы, приводы наведения и т.п.)

Обычным вооружением танка является сочетание из пушки и одного или нескольких пулемётов. В первой половине XX века существовали также танки с чисто пулемётным или же, очень редко, — с чисто пушечным вооружением. Также выпускались, с 1930-х по 1960-е годы, танки, вооружённые огнемётами в качестве основного или вспомогательного вооружения (огнемётные танки), а во второй половине XX века появились танки, вооружённые ракетами, прежде всего ПТУР.

### Танковая пушка

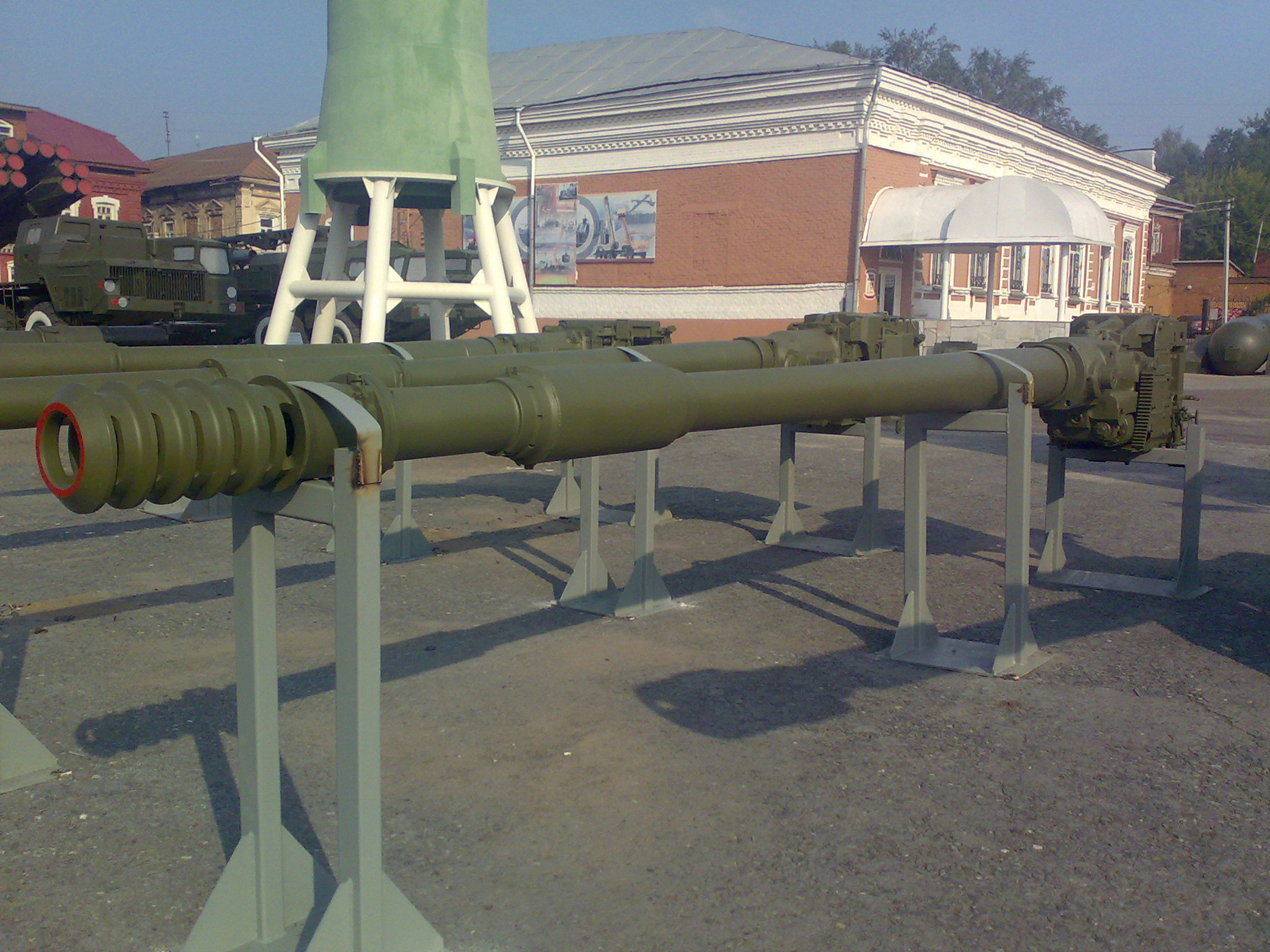
122-мм танковая пушка 2А17 в музее Мотовилихинских заводов. г. Пермь

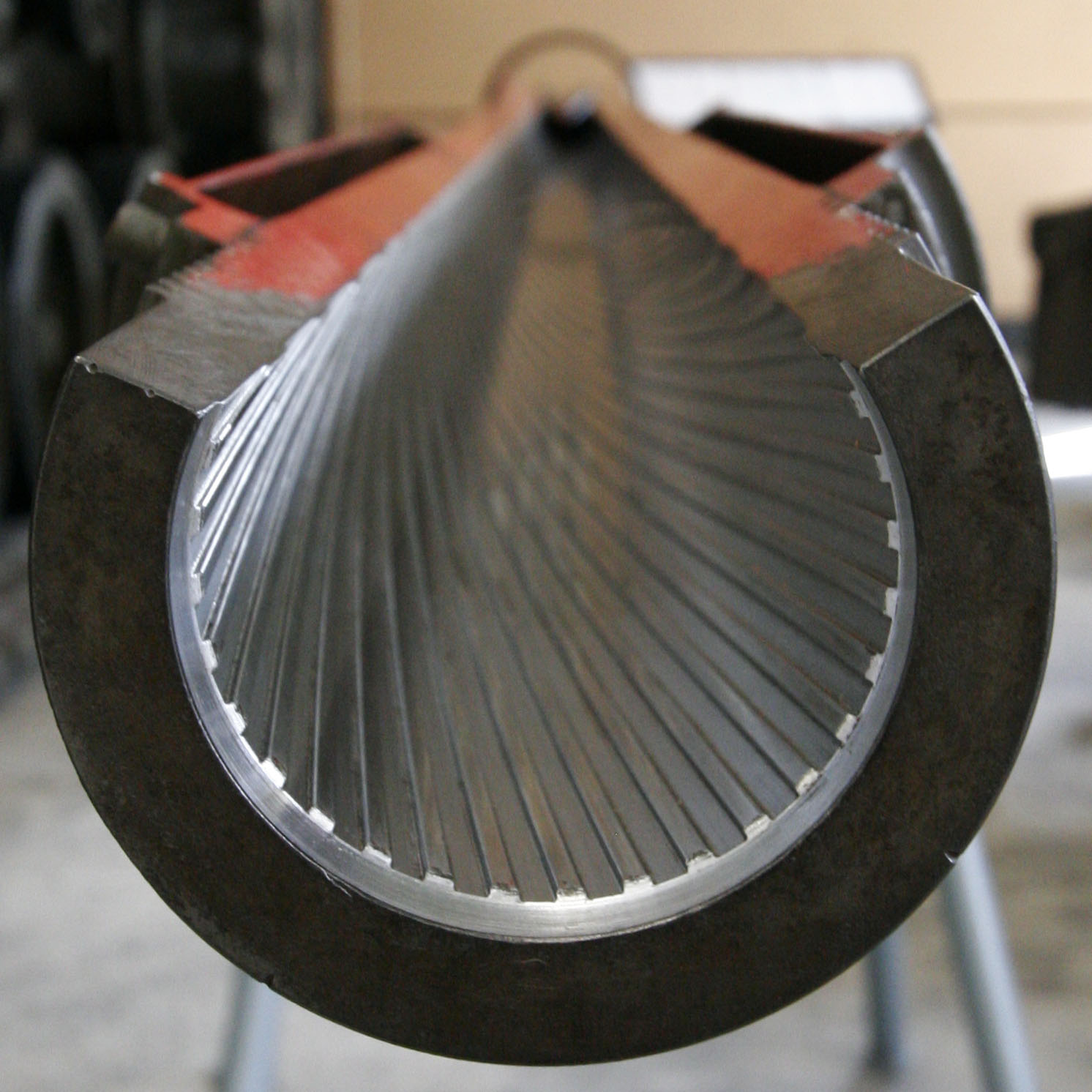
Нарезная 105-мм танковая пушка

Основным вооружением танка обычно является пушка, размещающаяся в башне, с целью обеспечить ему круговой сектор обстрела, что является одной из определяющих особенностей танка.
Вместе с тем, существуют и исключения: так, первые танки, такие как Mk.I или Сен-Шамон, танк 1930-х годов Char B1, или даже танк 1940 года M3 Lee были вооружены пушками, расположенными в корпусе и имевшими ограниченные углы обстрела; уникальный же шведский танк 1960-х годов Strv-103 имел жёстко закреплённую в корпусе пушку, наводившуюся поворотом танка и наклоном его корпуса при помощи специальной подвески.
Изредка танки вооружаются несколькими пушками, либо с целью обеспечить более эффективное поражение целей разных типов или просто повысить огневую мощь (как на германском опытном танке Nb.Fz. или советском Т-35), либо (как на первых танках) — чтобы компенсировать ограниченные углы обстрела одного орудия.
На Т-35 это сочеталось с многобашенной схемой, когда из пяти его башен одна была вооружена короткоствольной 76-мм пушкой, а ещё две — длинноствольными 45-мм пушками.
Танковая пушка в большинстве случаев используется для стрельбы прямой наводкой по настильной траектории (в отличие от самоходных артиллерийских установок). Современные танковые пушки имеют большой калибр (от 105 до 125 мм, на перспективных образцах до 152 мм), могут быть как нарезными, так и гладкоствольными.
В последнее время приоритет отдаётся гладкоствольным танковым пушкам, так как вращение негативно сказывается на эффективности кумулятивных боеприпасов (происходит преждевременное разрушение кумулятивной струи), нарезка также затрудняет пуск ракет из канала ствола. Однако нарезные пушки имеют значительно бо́льшую точность стрельбы на больших (свыше 2 км) дистанциях (так, во второй войне в Персидском заливе был зафиксирован беспрецедентный случай — поражение танком Челленджер-2 (единственным из современных с нарезным орудием) иракского танка на дистанции 5100 м).
Применение автоматов заряжания позволяет сократить танковый экипаж на одного человека (отсутствует заряжающий), при этом создать постоянный темп стрельбы, мало зависящий от движения танка и его башни. В западной школе танкостроения, однако, есть мнение, что ручное заряжание обеспечивает бо́льшую скорострельность в начале стрельбы, хотя в дальнейшем темп стрельбы и падает из-за усталости заряжающего.
Танковые пушки претерпели значительную эволюцию за свою историю. Первые танки вооружались адаптированными полевыми или реже, морскими пушками малых и средних калибров, от 37 до 76 мм, которые предназначались прежде всего для борьбы с огневыми точками, полевыми укреплениями или сосредоточенной живой силой противника. Пушки зачастую размещали в спонсонах.
Такая же ситуация сохранялась и в межвоенный период.
Однако к 1930-м годам танки начали рассматриваться ещё и как средство борьбы с танками и другой бронетехникой, в результате чего на часть танков начали устанавливать адаптированные противотанковые пушки различных калибров. Также для этой цели некоторые танки вооружались малокалиберными 20-мм и 25-мм автоматическими пушками, обычно использовавшимися в качестве зенитных.
Первоначально, параллельно выпускались танки с различными типами орудий, но в конце 1930-х — начале 1940-х годов в странах наметился переход к универсальным орудиям калибром 75 мм и более, способным эффективно выполнять оба типа задач. 
Имелось также достаточно моделей танков, вооружённых несколькими (двумя-тремя) орудиями (помимо вышеупоминавшихся Char B1, Т-35 и M3 Lee в качестве примера можно привести КВ-4 и КВ-7, которые помимо «главного калибра» — 107-мм пушки ЗИС-6 — несли артиллерию среднего калибра (20-К); предполагалось, что использование этого орудия для пристрелки по ДОТам и поражения слабо- и небронированых целей позволит сэкономить дорогостоящие 107-мм снаряды).
Стремительный рост бронезащиты танков в конце 1930-х — начале 1940-х годов сделал противотанковые пушки первого поколения неэффективными, и в качестве кардинального решения на танки начали устанавливать адаптированные тяжёлые зенитные пушки калибром 85—90 мм, в силу высоких баллистических качеств обладавшие значительно лучшими показателями бронепробиваемости. В ходе Второй мировой войны, приоритет был окончательно отдан противотанковым свойствам танковой пушки.
В послевоенный период, с постепенным уходом со сцены противотанковых пушек, развитие танковых орудий продолжилось уже в качестве независимой ветви артиллерии. Первоначально, развитие танковой пушки в послевоенный период продолжалось по пути увеличения как калибра, достигшего к 1950-м — 1960-м годам 100—120 мм, так и начальной скорости снаряда.
Качественным прорывом в развитии танковых пушек стало появление в 1960-х годах гладкоствольных орудий, позволявших значительное увеличение начальной скорости снаряда при меньшем весе самого орудия, хотя и отличавшихся значительным снижением точности при стрельбе на большие расстояния.
Ещё одним новшеством стали орудия низкого давления, характеризовавшиеся невысокой скоростью, но отличавшиеся сравнительно малым весом при крупном калибре, позволявшем использовать эффективные кумулятивные снаряды. Благодаря своей малой массе, такие орудия получили распространение на лёгких танках.
В 1960-е — 1980-е годы произошёл практически повсеместный переход к установке на основные боевые танки гладкоствольных орудий, лишь Великобритания продолжает и в начале XXI века использовать нарезные орудия из-за их преимущества в точности.
Параллельно с этим произошёл переход на калибр 120—125 мм, на начало XXI века являющийся стандартом для современных танков.
Разработаны и перспективные орудия калибром 140—152 мм, однако серийная их установка на танки пока что не производится, хотя некоторые наиболее современные танки, например французский «Леклерк» уже созданы с возможностью перевооружения ими.

Также, перспективная электротермохимическая (Electrothermal-chemical technology, ETC; см. электротермия) пушка, в которой мощный электрический импульс будет воспламенять метательные заряды, что обеспечит гораздо более высокую, по сравнению с существующими, скорость полета снарядов; это повысит возможности борьбы с бронетехникой и другими целями.
| Страна-производитель | Модель танка | Модель пушки                                                                 | Тип пушки       | Калибр пушки, мм | Наличие автомата заряжания      |
| -------------------- | ------------ | ---------------------------------------------------------------------------- | --------------- | ---------------- | ------------------------------- |
| Россия               | Т-80У-М1     | 2А46М-1 (пушка — пусковая установка)                                         | гладкоствольная | 125              | +                               |
| Украина              | БМ «Оплот»   | КБА3 (нелицензионная копия российской 2А46М)                                 | гладкоствольная | 125              | +                               |
| Россия               | Т-90А        | 2А46М-5 (пушка — пусковая установка)                                         | гладкоствольная | 125              | +                               |
| США                  | M1A2 Абрамс  | M256 (немецкая Rh-120, изготавливаемая по лицензии, длина ствола 44 калибра) | гладкоствольная | 120              | −                               |
| Германия             | Леопард 2A5  | Rh-120 (длина ствола 44 калибра) или Rh-M-120 (длина ствола 55 калибра)      | гладкоствольная | 120              | −                               |
| Франция              | Леклерк      | CN-120-26 (длина ствола 52 калибра)                                          | гладкоствольная | 120              | +                               |
| Израиль              | Меркава Mk.4 | IMI MG-253 (длина ствола 44 калибра)                                         | гладкоствольная | 120              | − (с автоматом подачи снарядов) |
| Великобритания       | Челленджер-2 | L30E4                                                                        | нарезная        | 120              | −                               |

Боеприпасы, предназначенные для танковых пушек, весьма разнообразны, это обусловлено широким спектром поражаемых целей (бронированные и защищённые цели, пехота).
Основные типы танковых боеприпасов следующие:
- Осколочно-фугасные — предназначены для поражения как бронированной, так и небронированной техники, а также живой силы противника, разрушения зданий и фортификационных сооружений.
- Подкалиберные бронебойные (в том числе с отделяющимся поддоном) — для поражения бронетехники.
- Кумулятивные — для поражения бронетехники.
- Специальные типы (такие как дымовые снаряды и проч.).

В последнее время используются и корректируемые снаряды.
Типичные танковые боеприпасы калибра 120 мм содержат в себе 4—7 кг бездымного пороха, обеспечивая начальную скорость 800—1000 м/с для калиберных снарядов и 1400—1800 м/с для подкалиберных.

### Пулемёт
Как правило, танк вооружён одним или несколькими пулемётами, являющиеся вспомогательным, или, на некоторых танках, выпускавшихся до Второй мировой войны — основным вооружением (существовали также и несколько образцов танков с чисто пушечным вооружением).
Танковый пулемёт бывает спаренным, курсовым, отдельным, хвостовым и зенитным. 
1. Курсовой пулемёт — это пулемёт который устанавливается в отделении управления боевой машины в зафиксированном состоянии (не меняет своё положение ни в горизонтальной ни в вертикальной плоскостях), которое позволяет ему стрелять исключительно по курсу движения (направлению движения), что и обуславливает название. К примеру на танке ИС-1 ось ствола курсового пулемёта должна была быть параллельная оси танка и отклоняться от неё в вертикальной и горизонтальной плоскостях не более чем на 1 миллиметр, на длине участка ствола в 400 миллиметров[10]. Курсовой пулемёт имеет приспособление для взведения подвижных частей автоматики и снабжается специальными коробками с подавателем лент. Для вывода пороховых газов за пределы отделения управления, на дульную часть ствола пулемёта присоединялся удлинитель. Наводка курсового пулемёта осуществляется поворотом корпуса боевой машины[11], по причине чего огонь из него ведёт механик-водитель. В послевоенный период одновременно два курсовых пулемёта устанавливались на первые модификации танка Т-54, на надгусеничных полках. Кроме танков, два курсовых пулемёта ПКТ устанавливались на бронированной технике Воздушно-десантных войск СССР — БМД-1 и БТР-Д. На БМД-2 установлен один курсовой пулемёт. Также два курсовых пулемёта ПКТ установлены на БМП-3.
2. Хвостовой пулемёт (Кормовой пулемёт) — пулемёт для ведения огня из танка по пространству позади башни. Устанавливался в наплыве задней части башни танка, в шаровой опоре которая позволяла менять положение ствола в вертикальной и горизонтальной плоскостях и производить огонь в определённом секторе. Встречался на таких советских танках как КВ-2 и ИС-1[10].
3. Отдельный пулемёт — пулемёт из которого ведёт огонь определённый член экипажа. Чаще был расположен в отделении управления, в шаровой опоре закреплённой в лобовой плите танка, которая позволяла менять положение ствола в вертикальной и горизонтальной плоскостях и производить огонь в определённом секторе. К примеру на танках Т-34[12] и Т-44 радист-стрелок размещавшийся справа от механика водителя мог вести огонь из пулемёта ДТ в секторе 12 градусов вправо и влево в горизонтальной плоскости и в секторе 6 градусов вверх и вниз в вертикальной плоскости. Отдельные пулемёты также ставились на таких танках иностранного производства как Шерман и Паттон М46,
4. Спаренный пулемёт устанавливается на подавляющем большинстве танков в лобовой части башни в общей с пушкой установке и имеет общие с ней приборы наведения. Основным назначение — поражение живой силы и не бронированной техники противника.
5. Зенитный пулемёт устанавливается на крыше башни. C развитием авиации потерял свою эффективность и стал использоваться преимущественно для подавления живой силы противника в городских боях на близких дистанциях[13].
6. Кривоствольный пулемёт — разрабатывался в послевоенное время в СССР для уничтожения пехоты в так называемом «мёртвом пространстве». В непосредственной близости от танков или бронемашин существует зона, недоступная для огня стрелкового оружия, и противник может уничтожить танк с помощью противотанковых гранат, магнитных мин или с помощью бутылок с зажигательной смесью[14].

На первых танках имелось сразу несколько пулемётов в установках с ограниченными углами в лобовой и бортовых частях корпуса, чтобы компенсировать отсутствие башни с круговым обстрелом.
Однако, когда противник находился в непосредственной близости от танков или бронемашин, вне зоны настильного огня (т. н. мёртвых зонах) стрелкового оружия, обычные пулемёты оказывались бесполезными и противник мог уничтожить танк с помощью бутылок с «коктейлем Молотова», противотанковых гранат или магнитных мин, причём в этих случаях экипаж танка оказывался буквально в ловушке. Невозможность борьбы с вражескими солдатами, находящимися в этой зоне, заставила немецких конструкторов-оружейников заняться и этой проблемой, изобретая различные варианты кривоствольного оружия.
На современных танках имеются, как правило, спаренный и зенитный пулемёты, но до Второй мировой войны существовали существенные вариации в размещении пулемётов. Так, спаренный пулемёт мог порой размещаться в независимой установке, в редких случаях в дополнение к нему или вместо него мог размещаться дополнительный пулемёт в бортах или корме башни (КВ-2).

### Огнемёт
Иногда на некоторые модели танков устанавливают огнемёты для борьбы на близких расстояниях с живой силой противника.
Такие танки имели применение во время Второй мировой войны, а также некоторое время после. Там они могли быть как основным оружием (располагались на месте главного орудия), так и вспомогательным (находиться на месте пулемёта).

### Ракетное вооружение
Несмотря на многочисленные попытки сконструировать чисто ракетный танк (с ракетным вооружением вместо пушечного), широкого распространения они не получили. Единственный на сегодняшний день танк с исключительно ракетным вооружением — советский ИТ-1 — был принят на вооружение в 1968 году, но дальше постройки малой серии дело не пошло. Чисто ракетной в дальнейшем стали делать лишь более легкобронированную технику.
Однако на некоторых танках ракетное вооружение используется в качестве дополнительного к пушечному. Практически одновременно в СССР и США были созданы ракеты, способные запускаться из танковой пушки: в СССР — 9К112-1 «Кобра» для Т-64, в США — ПТУР «Шиллела» для танков M60A2. Однако ПТУР «Шиллела» не имела серьёзных преимуществ по дальности перед обычными танковыми снарядами, и поэтому совершенствование прицельных комплексов сделало её ненужной. Советские же инженеры смогли практически вдвое увеличить дальность «танковых ракет», сделав их грозным оружием против любой современной техники.
После распада СССР советские разработки в этой области остались не только у российских, но и у украинских производителей военной техники. Современные модели российских и украинских танков вооружены пушкой, способной вести огонь не только артиллерийскими снарядами, но и управляемыми ракетами, разработанными Тульским КБ приборостроения комплексами управляемого вооружения 9К116 «Кастет», 9К119 «Рефлекс», 9К120 «Свирь», а также украинскими «Комбат» (копия «Рефлекса») и «Стугна» (копия «Кастета»). Это высокоэффективное оружие, способное с высокой точностью (для цели типа «танк» более 80 %) поражать бронетехнику противника на больших расстояниях (до 5 км), в том числе оборудованную динамической защитой.

### Другое вооружение
Некоторые модели танков имеют установленные автоматические миномёты (применяющиеся не только для навесной стрельбы, но и для разбрасывания противопехотных мин).
Поступают сведения, что новейшие модели китайских танков вооружены лазерным оружием, способным поражать сетчатку глаза. При этом необходимо отдавать себе отчёт, что обычный танковый лазерный прицел-дальномер также способен вызвать временное ослепление на дистанциях 100 и более метров. Говоря об ослепляющем лазерном оружии, необходимо отметить, что оно (а также использование любых других средств для ослепления живой силы противника) запрещено конвенцией ООН.